# Дуко, Наталия
Наталия Дуко Солер (исп. Natalia Ducó Soler; род. 31 января 1989, Сан-Фелипе, Вальпараисо) — чилийская легкоатлетка, специалистка по толканию ядра. Выступает за сборную Чили по лёгкой атлетике с 2004 года, обладательница бронзовой медали Панамериканских игр, бронзовая призёрка Всемирной Универсиады, победительница иберо-американского чемпионата, многократная чемпионка Южной Америки, действующая рекордсменка страны, участница четырёх летних Олимпийских игр.

## Биография
Наталия Дуко родилась 31 января 1989 года в городе Сан-Фелипе области Вальпараисо, Чили. С 2003 года тренировалась под руководством титулованной кубинской метательницы Дульсе Гарсии. Окончила Университет Габриелы Мистраль в Сантьяго.
Первого серьёзного успеха на международном уровне добилась в сезоне 2004 года, когда вошла в состав чилийской сборной и выступила на юношеском первенстве Южной Америки в Гуаякиле, где в зачёте толкания ядра выиграла серебряную медаль.
В 2005 году в той же дисциплине стала четвёртой на юношеском мировом первенстве в Марракеше, седьмой на юниорском панамериканском первенстве в Уинсоре, одержала победу на юниорском южноамериканском первенстве в Росарио.
В 2006 году заняла 12-е место на юниорском мировом первенстве в Пекине, была лучшей на юношеском первенстве Южной Америки в Каракасе и на молодёжном первенстве Южной Америки в Буэнос-Айресе.
В 2007 году взяла бронзу на ALBA Games в Каракасе и на чемпионате Южной Америки в Сан-Паулу, превзошла всех соперниц на юниорских южноамериканском и панамериканском первенствах в Сан-Паулу, была седьмой на Панамериканских играх в Рио-де-Жанейро.
В 2008 году победила на домашнем иберо-американском чемпионате в Икике и на юниорском мировом первенстве в Быдгоще. Благодаря череде успешных выступлений удостоилась права защищать честь страны на летних Олимпийских играх в Пекине — в ходе предварительного квалификационного этапа толкнула ядро на 17,40 метра, чего оказалось недостаточно для выхода в финал. Также в этом сезоне выиграла молодёжное южноамериканское первенство в Лиме.
В 2009 году стала четвёртой на ALBA Games в Гаване, выиграла чемпионат Южной Америки в Лиме, выступила на чемпионате мира в Берлине.
В 2010 году победила на молодёжном южноамериканском первенстве в Медельине, стала серебряной призёркой иберо-американского чемпионата в Сан-Фернандо.
В 2011 году одержала победу на чемпионате Южной Америки в Буэнос-Айресе, толкала ядро на чемпионате мира в Тэгу, была пятой на Панамериканских играх в Гвадалахаре.
На иберо-американском чемпионате 2012 года в Баркисимето получила серебро в своей дисциплине. Принимала участие в Олимпийских играх в Лондоне — в финале толкания ядра установила ныне действующий рекорд Чили (18,80), расположившись в итоговом протоколе соревнований на седьмой строке.
Будучи студенткой, в 2013 году представляла Чили на Всемирной Универсиаде в Казани, где завоевала бронзовую награду в толкании ядра. Позднее показала 11-й результат на чемпионате мира в Москве.
В 2014 году толкала ядро на чемпионате мира в помещении в Сопоте, была лучшей на домашних Южноамериканских играх в Сантьяго и на иберо-американском чемпионате в Сан-Паулу, получила серебро на Панамериканском спортивном фестивале в Мехико.
В 2015 году стала серебряной призёркой чемпионата Южной Америки в Лиме, бронзовой призёркой Панамериканских игр в Торонто, заняла девятое место на чемпионате мира в Пекине.
На иберо-американском чемпионате 2016 года в Рио-де-Жанейро взяла бронзу. На Олимпийских играх в Рио-де-Жанейро с результатом 18,07 закрыла десятку сильнейших.
В 2017 году отметилась выступлением на чемпионате мира в Лондоне, стала четвёртой на Всемирной Универсиаде в Тайбэе, победила на Боливарианских играх в Санта-Марте.
В 2018 году Дуко уличили в нарушении антидопинговых правил, взятая проба показала наличие запрещённого вещества GHRP-6. В результате спортсменку отстранили от участия в соревнованиях, а часть её результатов этого сезона была аннулирована.
По окончании срока дисквалификации в 2022 году Наталия Дуко возобновила спортивную карьеру. Так, в этом сезоне она выиграла серебряную медаль на Боливарианских играх в Вальедупаре, одержала победу на Южноамериканских играх в Асунсьоне.
В 2023 году стала бронзовой призёркой чемпионата Южной Америки в Сан-Паулу, заняла седьмое место на домашних Панамериканских играх в Сантьяго.
В 2024 году получила серебро на чемпионате Южной Америки в помещении в Кочабамбе, показала четвёртый результат на иберо-американском чемпионате в Куябе. На Олимпийских играх в Париже с результатом 16,11 в финал не вышла.